# Camarasaurus
Camarasaurus (il cui nome significa "lucertola a camere") è un genere estinto di dinosauro sauropode camarasauride vissuto nel Giurassico superiore, circa 155-145 milioni di anni fa (Kimmeridgiano-Titoniano), in quella che oggi è la Formazione Morrison, negli stati di Colorado e Utah, Stati Uniti. Il genere comprende tre specie: la specie tipo C. supremus, C. grandis e C. lentus. Il Camarasaurus è uno dei sauropodi più abbondanti e comuni in Nord America.
Il cranio di Camarasaurus presenta un profilo distintivo, con un muso smussato e un arco cranico in mezzo agli occhi notevolmente quadrato. È probabile che questi animali si spostassero in branchi, o almeno in gruppi familiari.
Il nome Camarasaurus significa "lucertola a camere", riferendosi alle camere cave presenti nelle sue vertebre, infatti dal greco antico καμαρα/kamara significa "camera a volta", o "qualcosa con una copertura arcuata", e σαυρος/sauros che significa "lucertola".

## Descrizione

Dimensioni delle tre specie note di Camarasaurus

Camarasaurus è uno tra i dinosauri sauropodi più comuni e meglio preservati a noi conosciuti. Le dimensioni massime della specie più comune, C. lentus, erano di circa 15 metri (49 piedi) di lunghezza. La specie più grande, C. supremus, poteva raggiungere una lunghezza massima di 23 metri (75 piedi) e peso massimo stimato di 47 tonnellate (51,8 tonnellate corte).
L'arco cranico presente tra gli occhi di Camarasaurus era notevolmente quadrato e il muso smussato aveva diverse Fenestrae, sebbene il cranio in generale fosse molto robusto ed è sempre stato ritrovato in buono stato dai paleontologi. I denti, lunghi anche 19 centimetri (7,5 pollici) erano a forma di scalpelli ed erano disposti in modo uniforme lungo la mandibola. La forza della mascella e la forma dei denti indica che il Camarasaurus, probabilmente, si nutriva di piante più coriacee rispetto ad altri sauropodi diplodocidi, come il Diplodocus.
Ciascun arto anteriore possedeva cinque dita, e il dito più interno possedeva un grande artiglio affilato. Come nella maggior parte dei sauropodi, gli arti anteriori erano più corti di quelli posteriori, ma la posizione elevata delle spalle indica che c'era poco pendenza nella parte posteriore del corpo.

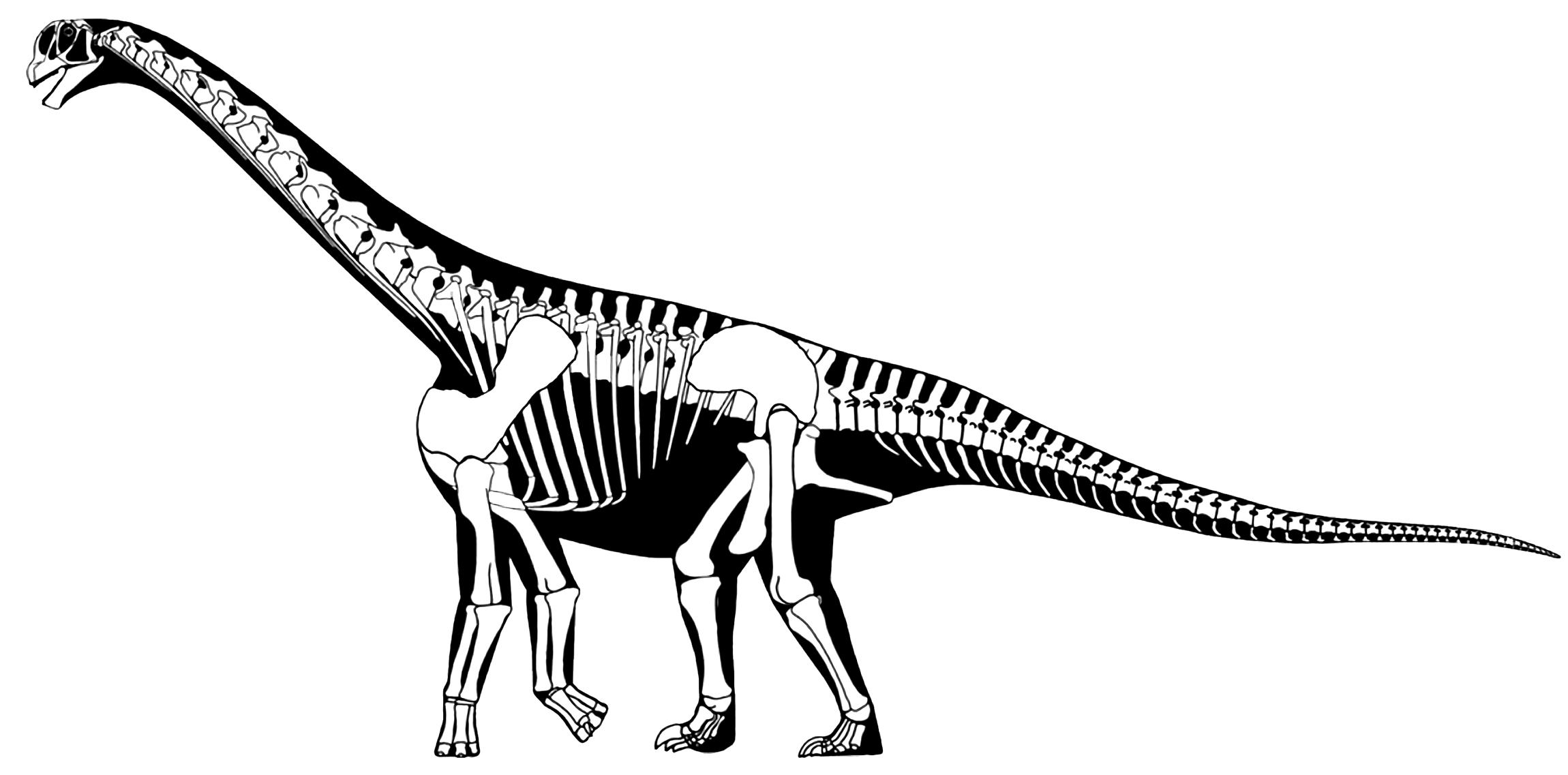
Scheletro completo di C. grandis

Come notato in altri sauropodi, anche il Camarasaurus aveva ossa cave attraversate da sacche e condotti aeriferi collegate ai polmoni che rendevano l'animale più leggero e aiutavano a rinfrescare il corpo. Questa caratteristica era ancora ben poco conosciuta all'epoca della scoperta dell'animale, ma è stata di ispirazione per il nome della creatura, che significa appunto "lucertola a camera". Il collo e la controbilanciante coda erano relativamente più corti rispetto ad altri sauropodi delle stesse dimensioni. Il Camarasaurus, come certi altri sauropodi, possedeva uno strano allargamento del midollo spinale in prossimità dei fianchi. I primi paleontologi che esaminarono questa cavità come Marsh, originariamente, pensarono che questo allargamento a livello dei fianchi rappresentasse la sede di un secondo cervello, forse necessario per coordinare i movimenti di una creatura così grande. Tuttavia oggi sappiamo che tale ipotesi è infondata e che tale allargamento ospitasse solo un intenso sistema nervoso, probabilmente di riflesso, o di attività automatica; tali ampliamenti si trovano spesso in una certa misura anche nei vertebrati moderni.
Le specie Camarasaurus lewisi e C. grandis hanno entrambi radii più robusti rispetto al sauropode imparentato Venenosaurus.
Un esemplare di Camarasaurus catalogato come SMA 0002 (originariamente assegnato a Cathetosaurus) ritrovato nella cava Howe-Stephens, Wyoming, e denominato "ET", mostra segni di tessuti molli. Lungo la linea della mascella, vi sono i resti ossificati di quelle che sembrano essere state le gengive dell'animale, indicando che il Camarasaurus aveva denti infossati e coperti da gengive, in cui solo le punte delle corone spuntavano. Dopo la morte dell'animale i denti sono stati spinti fuori dai loro alveoli, mentre le gengive si ritraevano essiccandosi. Gli esami del campione indicano, inoltre, che i denti, in vita, erano coperti da una struttura carnosa ricoperta di scaglie esterne più dure e/o forse un possibile becco di cheratina di una certa varietà, anche se ciò non è noto con certezza.

## Classificazione

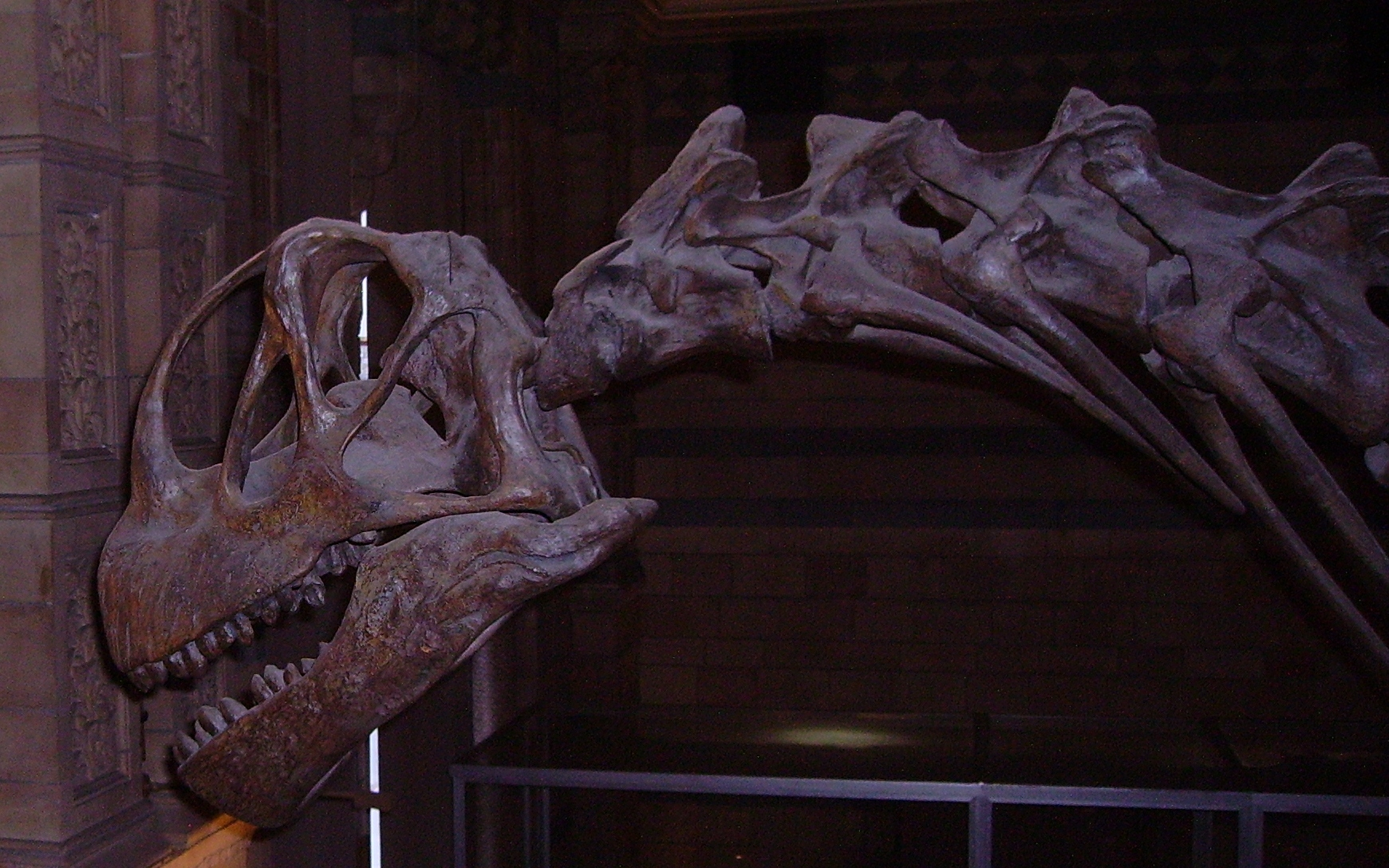
Cranio e collo di C. lentus, al Museo di Storia Naturale di Londra

La classificazione scientifica di Camarasaurus, utilizzando il sistema di Linneo, è posto nella casella in alto a destra, ma, tra i paleontologi, questo metodo di classificazione tassonomica dei dinosauri è stato soppiantato dalla cladistica ispirata alla tassonomia filogenetica.
Il cladogramma semplificato di macronaria, secondo gli studi di D'Emic (2012):
|                | Brachiosauridae                                                                                |
|                |                                                                                                |
| Somphospondyli | \| \| Euhelopodidae \| \| \| \| \| \| Chubutisaurus \| \| \| \| \| \| Titanosauria \| \| \| \| |
|                | \| \| Euhelopodidae \| \| \| \| \| \| Chubutisaurus \| \| \| \| \| \| Titanosauria \| \| \| \| |
|                | Euhelopodidae                                                                                  |
|                |                                                                                                |
|                | Chubutisaurus                                                                                  |
|                |                                                                                                |
|                | Titanosauria                                                                                   |
|                |                                                                                                |

|  | Euhelopodidae |
|  |               |
|  | Chubutisaurus |
|  |               |
|  | Titanosauria  |
|  |               |

|                | Brachiosauridae                                                                                |
|                |                                                                                                |
| Somphospondyli | \| \| Euhelopodidae \| \| \| \| \| \| Chubutisaurus \| \| \| \| \| \| Titanosauria \| \| \| \| |
|                | \| \| Euhelopodidae \| \| \| \| \| \| Chubutisaurus \| \| \| \| \| \| Titanosauria \| \| \| \| |
|                | Euhelopodidae                                                                                  |
|                |                                                                                                |
|                | Chubutisaurus                                                                                  |
|                |                                                                                                |
|                | Titanosauria                                                                                   |
|                |                                                                                                |

|  | Euhelopodidae |
|  |               |
|  | Chubutisaurus |
|  |               |
|  | Titanosauria  |
|  |               |

|                | Brachiosauridae                                                                                |
|                |                                                                                                |
| Somphospondyli | \| \| Euhelopodidae \| \| \| \| \| \| Chubutisaurus \| \| \| \| \| \| Titanosauria \| \| \| \| |
|                | \| \| Euhelopodidae \| \| \| \| \| \| Chubutisaurus \| \| \| \| \| \| Titanosauria \| \| \| \| |
|                | Euhelopodidae                                                                                  |
|                |                                                                                                |
|                | Chubutisaurus                                                                                  |
|                |                                                                                                |
|                | Titanosauria                                                                                   |
|                |                                                                                                |

|  | Euhelopodidae |
|  |               |
|  | Chubutisaurus |
|  |               |
|  | Titanosauria  |
|  |               |

|                | Brachiosauridae                                                                                |
|                |                                                                                                |
| Somphospondyli | \| \| Euhelopodidae \| \| \| \| \| \| Chubutisaurus \| \| \| \| \| \| Titanosauria \| \| \| \| |
|                | \| \| Euhelopodidae \| \| \| \| \| \| Chubutisaurus \| \| \| \| \| \| Titanosauria \| \| \| \| |
|                | Euhelopodidae                                                                                  |
|                |                                                                                                |
|                | Chubutisaurus                                                                                  |
|                |                                                                                                |
|                | Titanosauria                                                                                   |
|                |                                                                                                |

|  | Euhelopodidae |
|  |               |
|  | Chubutisaurus |
|  |               |
|  | Titanosauria  |
|  |               |

Il Camarasaurus è considerato un basale macronaria, più strettamente legato all'antenato comune di tutti i macronaria rispetto alle forme più derivati come Brachiosaurus.

## Storia della scoperta

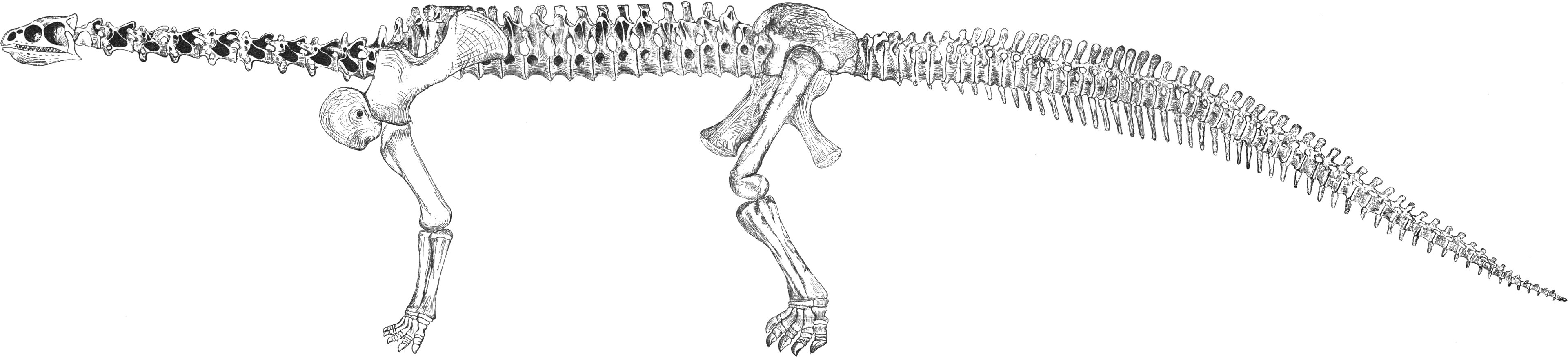
La prima ricostruzione scheletrica di un dinosauro sauropode: C. supremus, di John A. Ryder (1877)

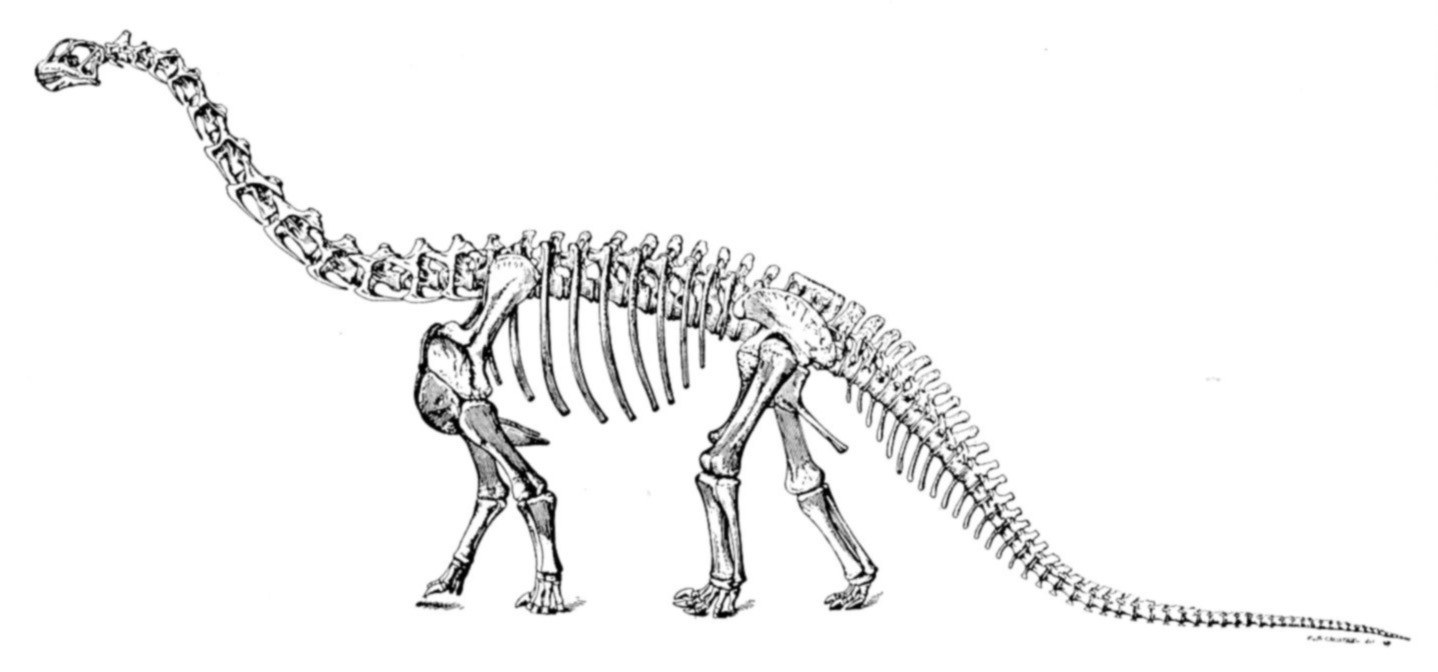
Ricostruzione dello stesso esemplare basato su materiale più completo, di ES Christman (1921)

Il primo ritrovamento di Camarasaurus risale al 1877, quando vennero rinvenute alcune vertebre sparse in Colorado, ad opera di Oramel W. Lucas. Per via della faida dettata dalla concorrenza (nota come la Guerra delle Ossa) tra gli studiosi Othniel Charles Marsh ed Edward Drinker Cope, quest'ultimo acquistò subito le ossa e lo stesso anno descrisse quelle vertebre nominandole come Camarasaurus. Da parte sua, Marsh descrisse e nominò un nuovo sauropode Morosaurus grandis, sebbene la maggior parte paleontologi oggi li considerano essere una specie di Camarasaurus. Archiviato il 5 agosto 2016 in Internet Archive. Tali conflitti di denominazione erano comuni tra i due paleontologi rivali, di cui l'esempio più famoso è quello di Brontosaurus e Apatosaurus.
Tuttavia, si dovette aspettare fino al 1925 prima che uno scheletro completo di Camarasaurus venisse recuperato, da Charles W. Gilmore. Poiché lo scheletro apparteneva ad un giovane Camarasaurus, molte illustrazioni dell'epoca mostrano un dinosauro molto più piccolo di quello che è ormai noto.

### Specie

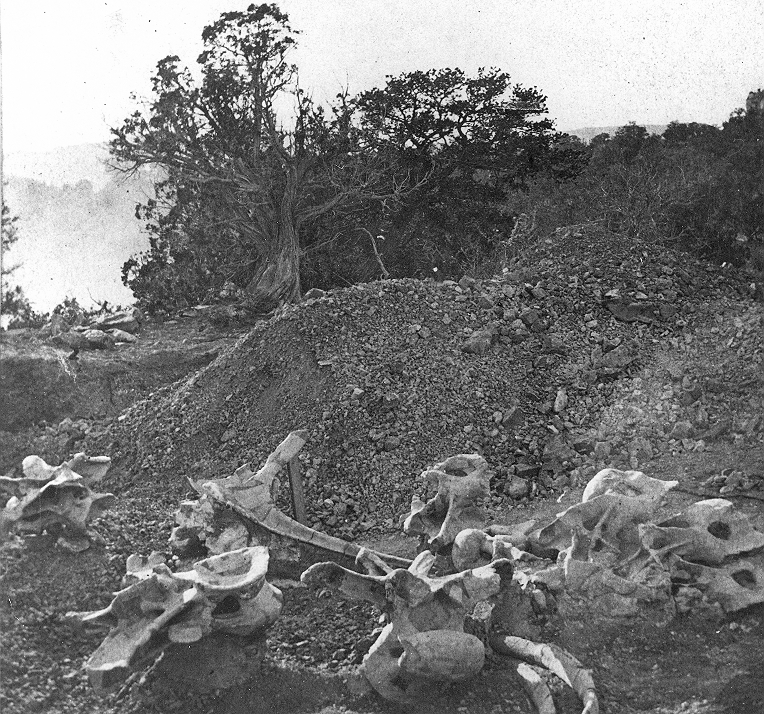
La cava da cui sono state estratte le vertebre di C. supremus (1877)

La specie tipo di Camarasaurus è la specie originale nominata da Cope, ossia C. supremus (che significa "lucertola a camere più grande"), nominato nel 1877. Altre specie scoperte includono C. grandis ("grande lucertola a camera") del 1877, C. lentus nominata nel 1889, e C. lewisi (originariamente descritta come il nuovo genere Cathetosaurus) del 1988.
La specie C. supremus, come suggerisce il nome, è la più grande specie nota di Camarasaurus e uno dei sauropodi più massicci conosciuti dal Giurassico superiore della Formazione Morrison. Tranne che per le sue dimensioni enormi, era quasi indistinguibile da C. lentus. La specie C. supremus non era tipica del genere nel suo complesso, ed è conosciuta solo dagli strati più alti della formazione. Sia C. grandis sia C. lentus erano più piccole, e sono state ritrovate solo negli strati inferiori della Formazione Morrison.
Le evidenze suggeriscono che la sequenza stratigrafica cronologica, allineata con le differenze fisiche tra le tre specie, descrive una progressiva evoluzione all'interno della Formazione Morrison. La specie C. grandis è la specie più antica ed è stata ritrovata in più strati della Formazione Morrison. Il C. lentus apparve più tardi, coesistette con C. grandis per diversi milioni di anni, forse grazie alle diverse nicchie ecologiche occupate dai due, come suggerito dalla differente anatomia della colonna vertebrale delle due specie. Nelle fasi successive, C. grandis scomparve dai giacimenti, lasciando solo C. lentus. In seguito anche C. lentus scomparve; allo stesso tempo C. supremus apparve negli strati più superficiali. Questa immediata successione di specie, nonché la stretta somiglianza tra i due, suggerisce che C. supremus potrebbe essersi evoluto direttamente da C. lentus, che rappresenterebbe una grande popolazione sopravvissuta di questi animali.
La specie Camarasaurus lewisi fu originariamente descritta come Cathetosaurus lewisi per poi essere sinonimizzata con Camarasaurus. Tuttavia, un'analisi del 2013 divide ancora una volta i due generi.

## Paleobiologia

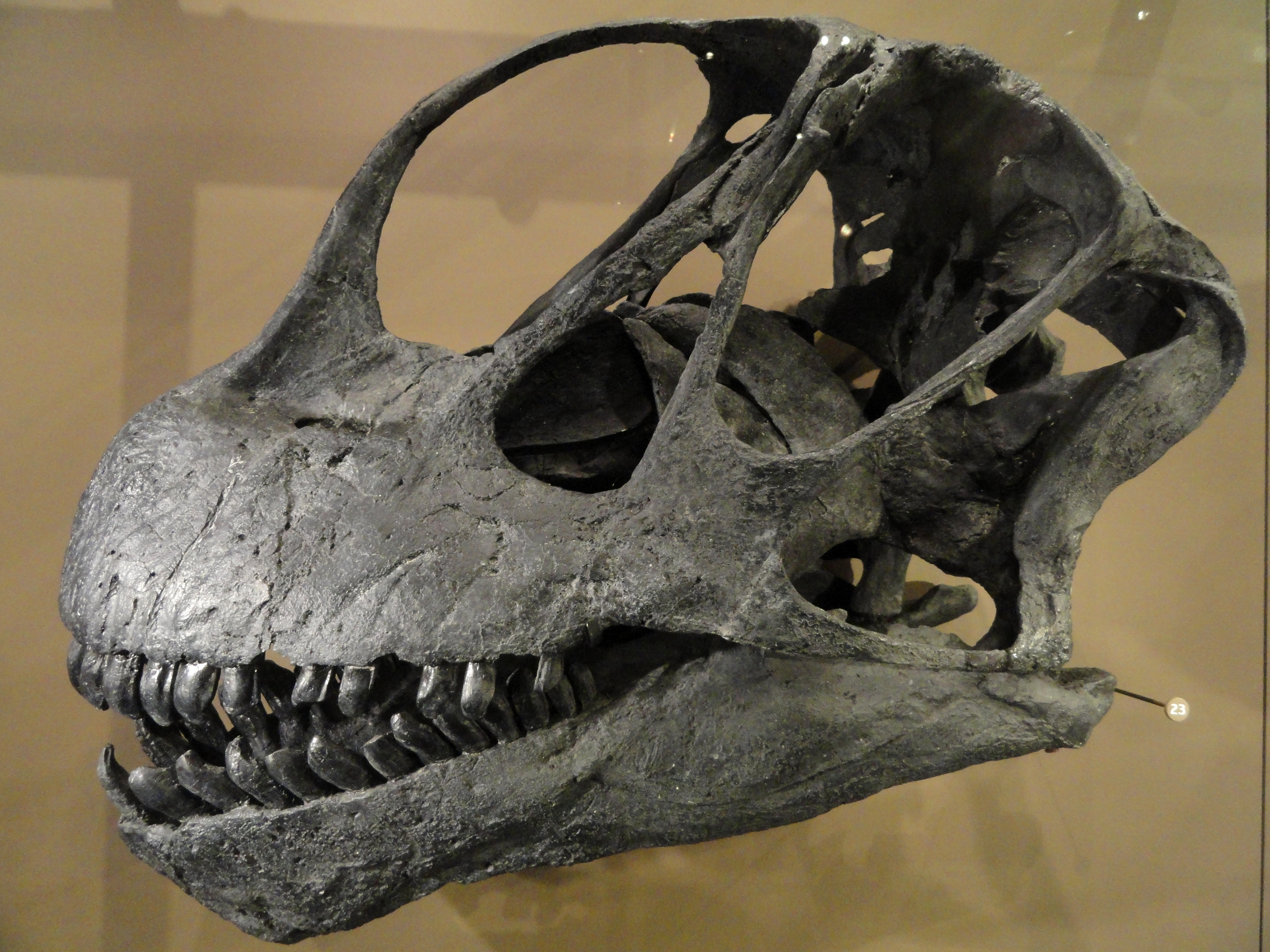
Cranio di C. lentus

### Vita sociale
La scoperta di due esemplari fossili adulti e un esemplare più giovane di 12,2 metri (40 piedi) di lunghezza, morti insieme, circa 150 milioni di anni fa, nel nord-est del Wyoming, Stati Uniti, indicherebbe che questi animali potessero vivere in branco o in piccoli gruppi. Si presume che i loro corpi siano stati spazzati via da un fiume in piena (inondazione) per poi depositarli in un bacino di fango alluvionale. Lo scenario suggerisce che i Camarasaurus viaggiassero in branchi o, almeno, in gruppi familiari. Tuttavia, dei siti di nidificazione di Camarasaurus mostrerebbero che le uova venissero deposte in buche come le moderne tartarughe, piuttosto che in modo ordinato in appositi nidi come in altri dinosauri, il che suggerisce che, come la maggior parte dei sauropodi, i Camarasaurus non fornissero cure parentali ai loro piccoli.

### Dieta
In passato, gli scienziati suggerirono che il Camarasaurus e altri sauropodi ingerissero pietre (gastroliti) per aiutare a macinare il cibo nello stomaco, rigurgitandole o espellendole in seguito quando diventavano troppo lisce. Analisi più recenti, tuttavia, indicherebbero che, almeno in Camarasaurus, ciò non era necessario. I forti e robusti denti del Camarasaurus erano ben più sviluppati di quelli della maggior parte dei sauropodi ed erano sostituiti in media ogni 62 giorni (M. D'Emic et al.), indicando che il Camarasaurus poteva masticare il proprio cibo in fino ad un certo grado prima di deglutirlo. Altri risultati indicano che la vegetazione preferita dal Camarasaurus era diversa da quella degli altri sauropodi, permettendo loro di condividere lo stesso ambiente senza competere per il cibo.

### Crescita
L'esame istologico delle ossa ha consentito ai ricercatori di stimare l'età che uno specifico individuo poteva raggiungere. Uno studio condotto da Griebeler et al. (2013) hanno esaminato le ossa lunghe di alcuni esemplari di Camarasaurus sp., esemplare CM 36664, concludendo che l'animale pesava 14.247 kg (15,7 tonnellate corte), e raggiunse la maturità sessuale a 20 anni per poi morire all'età di 26 anni.

### Paleopatologia

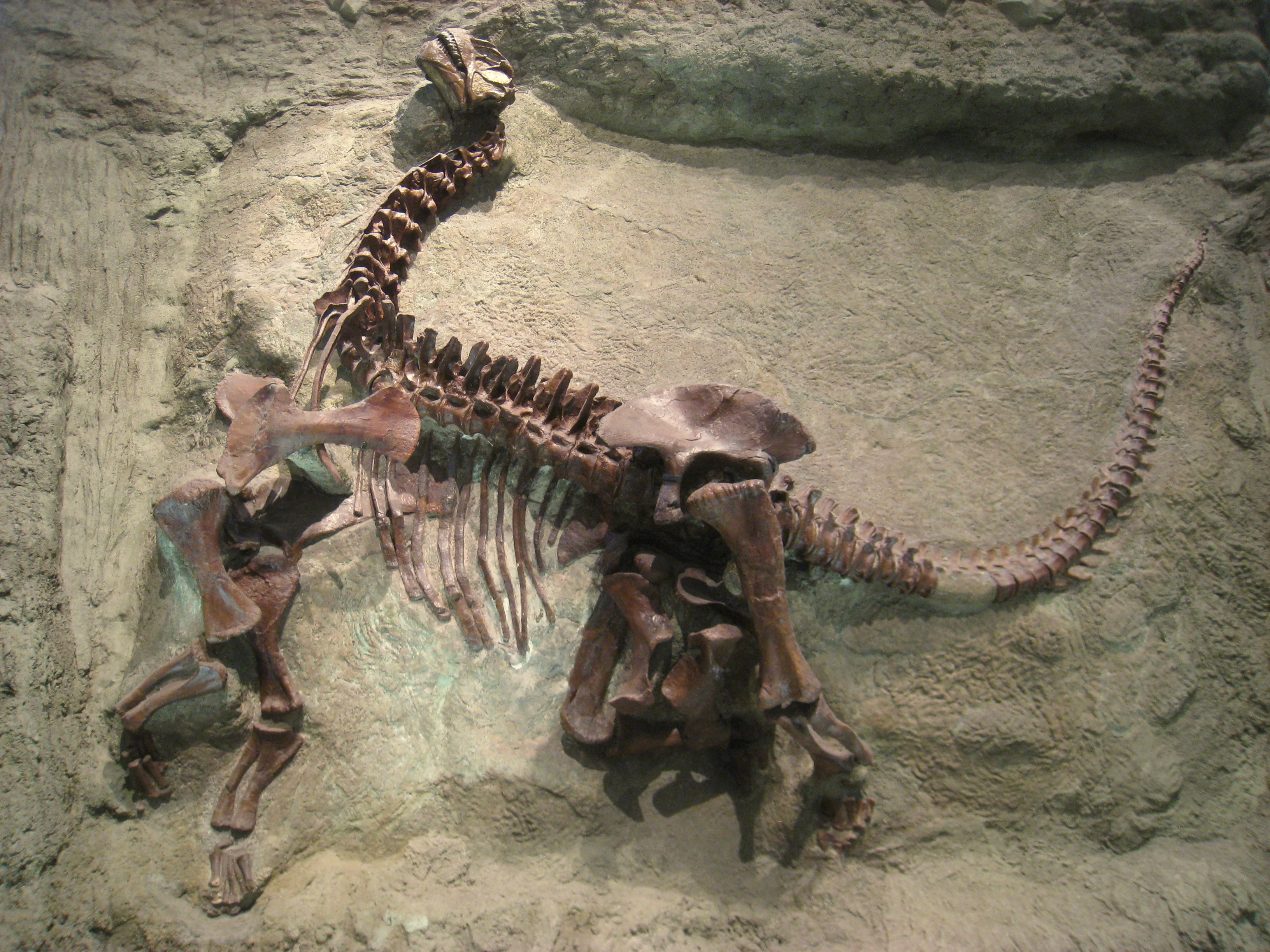
Il primo scheletro completo noto, di C. lentus, nella caratteristica "posa di morte"

I resti di Camarasaurus recuperati al bacino Dinosaur National Monument nello Utah mostrano numerosi segni di morsi attribuiti ad Allosaurus.
Nel 1992, fu scoperto uno scheletro parziale di Camarasaurus grandis alla Bryan Small Stegosaurus Quarry, della Formazione Morrison, nei pressi di Cañon City, Colorado. Questo esemplare conservava un omero destro parziale catalogato come DMNH 2908, nonché alcune vertebre associate della parte posteriore della coda. Nel 2001, Lorie McWhinney, Kenneth Carpenter e Bruce Rothschild pubblicarono una descrizione di una patologia osservata nell'omero. Essi notarono una lesione juxtacorticale 25 entro i 18 cm di larghezza nell'osso che assomigliava a delle fibre intrecciate. Anche se il tessuto osseo in quel punto si stava riformando, in altri luoghi vi sono diversi segni di infortuni o malattie. Sono state osservate anche "fasci fibrosi ondulati" del tessuto osseo orientato nella direzione del muscolo brachiale. La lesione di fusione e la mancanza di porosità alle sue estremità vicine e lontane indicano che la periostite era inattiva o guarita. McWhinney e altri ricercatori hanno sostenuto che questo infortunio sarebbe stato una continua fonte di disagio per l'animale, in quanto avrebbe esercitato perennemente pressioni sui muscoli. Questa pressione avrebbe compresso i vasi sanguigni e i nervi dei muscoli, riducendo la gamma di movimento sia degli arti flessori sia dei muscoli estensori. Questo effetto avrebbe ostacolato il muscolo brachiale e il muscolo brachioradiale, e in misura minore il muscolo bicipite brachiale, all'altezza della lesione dell'omero. I ricercatori hanno dedotto che l'infiammazione dei muscoli e del periostio avrebbe causato un'ulteriore complicazione nella zona inferiore della zampa anteriore. La lesione sarebbe anche la causa della fascite a lungo termine e della miosite. L'effetto cumulativo di questi processi patologici avrebbe portato a gravi effetti sulla capacità dell'arto di circolare e di "fare attività quotidiane, come ricercare il cibo e fuggire dai predatori."
Per determinare la causa della patologia, McWhinney e gli altri ricercatori eseguirono una TAC, con incrementi di 3 mm. La TAC rivelò che la massa aveva una costante radiodensità ed era separata dalla corticale dell'osso da una linea radioleucente. Tuttavia non è stata riscontrata nessuna evidenza di frattura da stress o di processi infettivi come l'osteomielite o la periostite infettiva. Inoltre si esclude l'osteocondroma poiché l'asse dello sperone è di 25 gradi rispetto all'asse verticale dell'omero, mentre un osteocondroma avrebbe formato uno sperone di 90 gradi rispetto all'asse dell'omero. Secondo McWhinney et al., la causa più probabile di tale patologia sarebbe una lesioni da avulsione, causata da un'avulsione o "sforzi eccessivi e ripetitivi dei muscoli". I ricercatori credono che la lesione abbia avuto origine con l'avulsione del muscolo brachiale causando la formazione di "una massa ellittica inclinata verso il basso". Lo sperone osseo è stato causato da una risposta osteoblastica a forma di lacrima alla base del muscolo brachioradiale causato dal muscolo flessore. Altre ipotesi vedrebbero la presenza di osteoartropatia ipertrofica, osteoma osteoide, miosite o stress tibiale.

## Paleoecologia

### Habitat

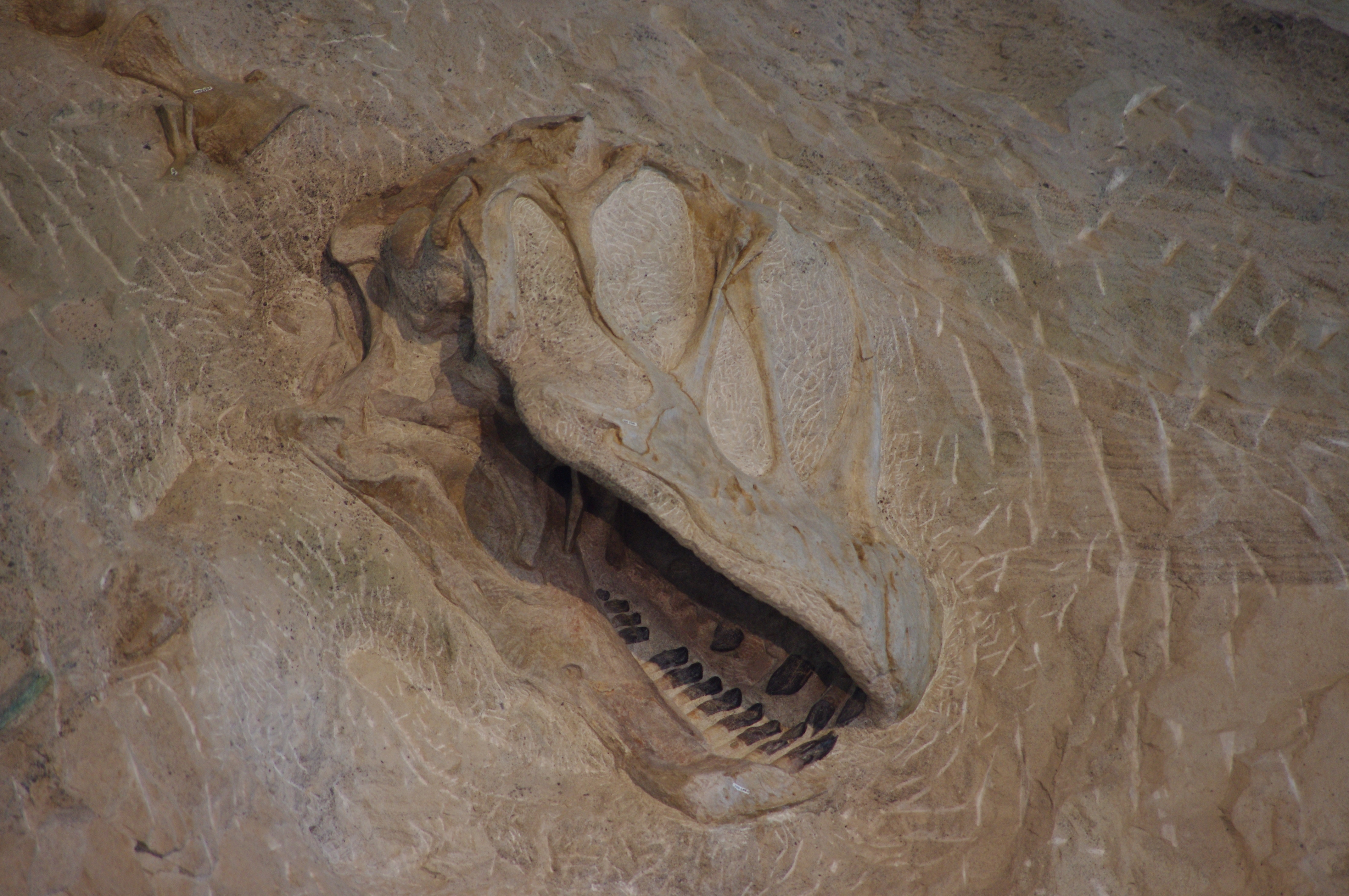
Cranio di Camarasaurus sp. nella sua matrice di argilla, al Dinosaur National Monument

La Formazione Morrison, situato lungo il fianco orientale delle Montagne Rocciose, è sede di un ricco tratto fossile di rocce giurassiche. In queste rocce sono stati ritrovati un gran numero di dinosauri tra i quali sauropodi come appunto Camarasaurus, Diplodocus, Apatosaurus e Brachiosaurus; tuttavia i Camarasaurs sono i sauropodi più abbondanti della formazione. In particolare sono stati ritrovati numerosi scheletri completi in Colorado, Nuovo Messico, Utah e Wyoming, e i resti fossili sono di solito ritrovati nelle zone stratigrafiche 2-6. Secondo la datazione radiometrica, gli strati sedimentari della Formazione Morrison vanno dai 156,3 milioni di anni (Mya) alla base, a 146,8 milioni di anni fa nella parte superiore, il che la colloca alla fine dell'Oxfordiano, Kimmeridgiano e nei primi del Titoniano, del Giurassico superiore. Questo paleoambiente è interpretato come ambiente semiarido, caratterizzato da una stagione secca e una umida.
I fossili e le tracce fossili di dinosauri si trovano in particolare nel bacino Morrison, che si estende dal Nuovo Messico per l'Alberta e il Saskatchewan, formatasi quando i precursori della Front Range delle Montagne Rocciose iniziarono a spingere verso l'alto ad ovest. Il materiale eroso dalle loro rivolte ad est furono formati da un bacino di drenaggio realizzato da torrenti e fiumi, depositatisi nelle pianure paludose, laghi, canali fluviali e pianure alluvionali. La formazione è simile in età ai Calcari di Solnhofen, in Germania ed alla Formazione Tendaguru, in Tanzania. Nel 1877 questo territorio divenne il campo di battaglia della cosiddetta "Guerra delle Ossa", una faida su chi avrebbe raccolto e descritto più fossili tra i paleontologi Othniel Charles Marsh e Edward Drinker Cope.

### Paleofauna

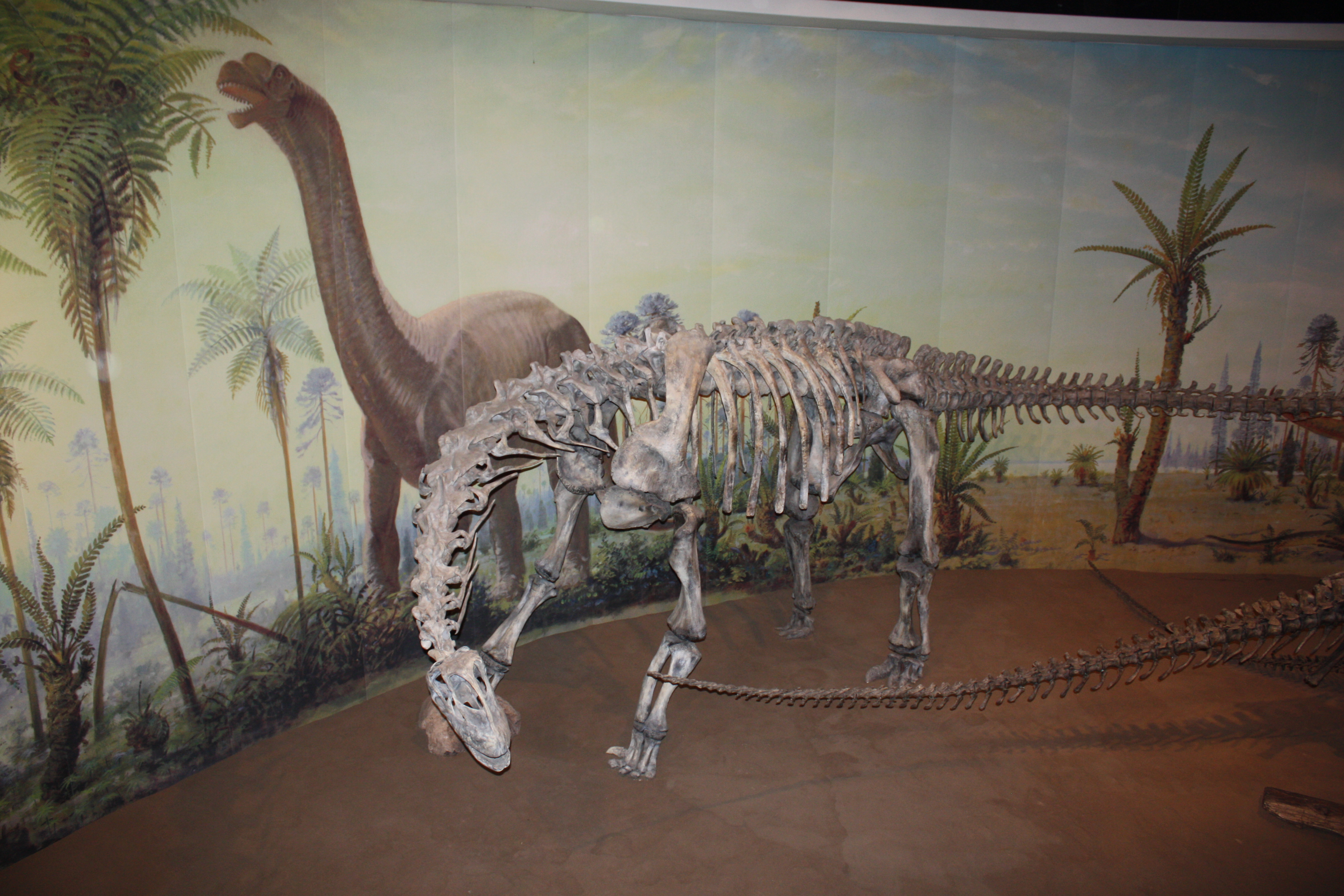
Scheletro di Camarasaurus sp., al Royal Tyrrell Museum

La Formazione Morrison era un ambiente dominato da giganteschi dinosauri sauropodi come Barosaurus, Diplodocus, Apatosaurus, Brontosaurus e Brachiosaurus. I dinosauri che vissero al fianco del Camarasaurus includevano gli erbivori ornitischi Camptosaurus, Gargoyleosaurus, Dryosaurus, Stegosaurus e Othnielosaurus. I predatori di questo paleoambiente includevano i teropodi Saurophaganax, Torvosaurus, Ceratosaurus, Marshosaurus, Stokesosaurus, Ornitholestes e Allosaurus che da solo rappresentava fino al 75% dei campioni di teropodi, ed era in cima alla catena alimentare della formazione. Il Camarasaurus viene ritrovato comunemente negli stessi siti insieme ad Allosaurus, Apatosaurus, Stegosaurus e Diplodocus.
Altri organismi in questa regione includevano anche bivalvi, lumache, pesci, rane, salamandre, tartarughe, sphenodonti, lucertole, crocodylomorphi terrestri e acquatici, e diverse specie di pterosauri come Harpactognathus e Mesadactylus. I primi mammiferi presenti sono stati docodonti, come Docodon, multituberculati, symmetrodonti e triconodonti. La flora del periodo rivelata dai fossili includeva alghe verdi, funghi, muschi, equiseti, cycadi, ginkgo e diverse famiglie di conifere. La vegetazione variava dalla vegetazione presente sui fiumi che consisteva in felci arboree e felci terrestri, in una foresta a galleria, che nelle zone più aride lasciavano il posto ad un ambiente semi-arido pianeggiante puntellato da felci e alberi simili a conifere come l'Araucaria e il Brachyphyllum.

## Nella cultura di massa

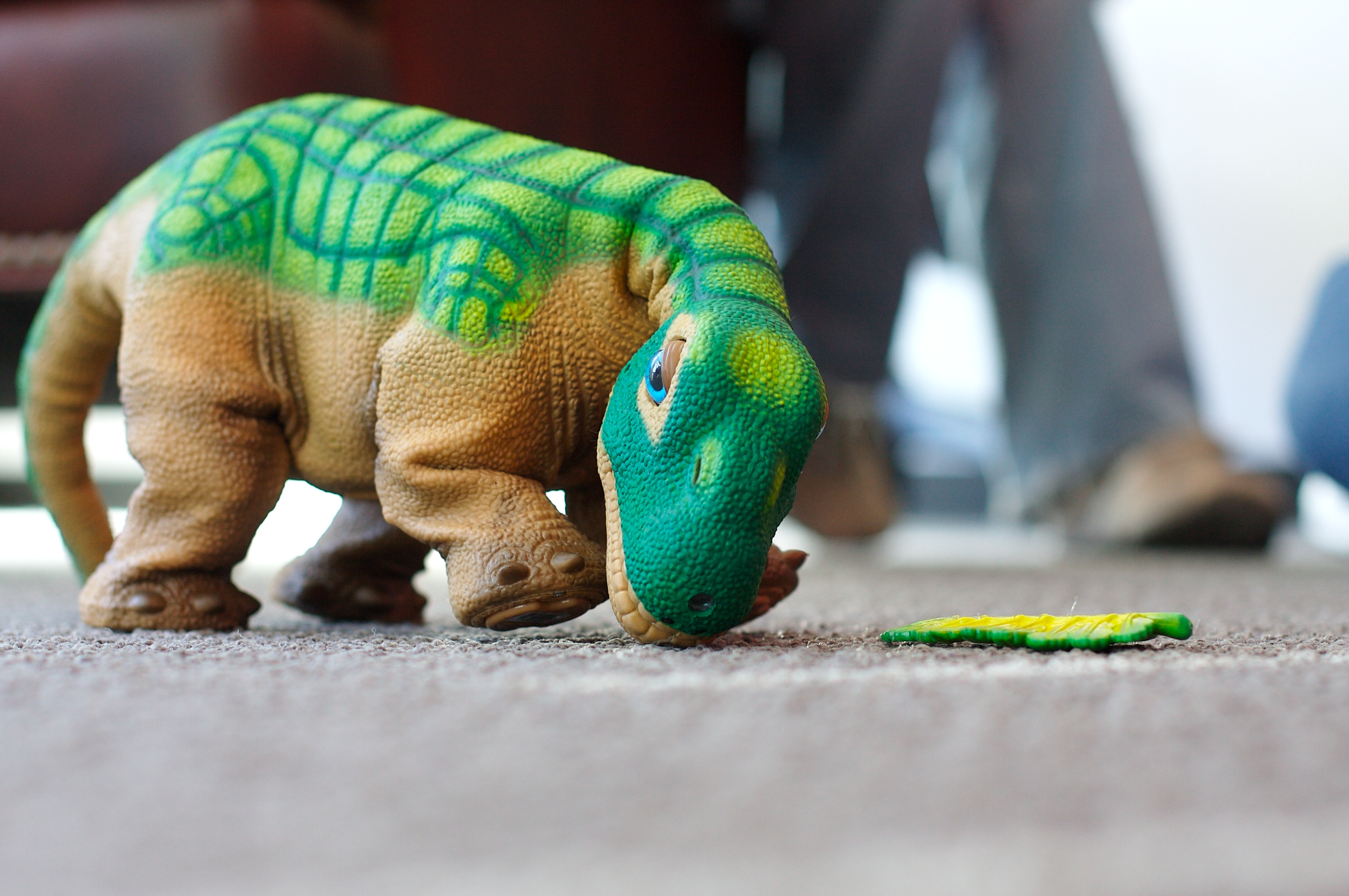
Pleo

La UGOBE ha costruito un piccolo dinosauro robot di nome Pleo che ha le sembianze di un cucciolo di Camarasaurus e che è capace, grazie ad un complesso sistema operativo e a vari sensori, di percepire ed esprimere emozioni.